# Chaloenus erberi
Chaloenus erberi es un coleóptero de la familia Chrysomelidae.
Fue descrita científicamente en 2005 por Medvedev.